# متلازمة جيانوتي كروستي
متلازمة جيانوتي كروستي أو التهاب جلد الأطراف الطفلي الحطاطي هي رد فعل من الجلد على العدوى الفيروسية. يُعد فيروسا التهاب الكبد ب :389 وإبشتاين بار المسببان الأكثر ترجيحًا لهذه المتلازمة، يوجد أيضًا بضعة فيروسات قد تكون مسببة أيضًا للمتلازمة وهي فيروس التهاب الكبد أ وفيروس التهاب الكبد ج وفيروس مضخم الخلايا وفيروس كوكساكي والفيروسات الغدانية والفيروسات المعوية والفيروسات العجلية وفيروس الحصبة الألمانية وفيروس الإيدز والفيروس نظير الإنفلونزا البشرية.
سُميت هذه المتلازمة بأسماء فيرناندينو جيانوتي وأوجستينو جروستي.

## التعريف
تصيب متلازمة جيانوتي كروستي الرُضّع والأطفال صِغار العمر. يصاب بها الأطفال من عمر شهر ونصف حتى عمر 12 عامًا. تتميز هذه المتلازمة بشكل عام على أنها طفح جلدي حطاطي يحدث بشكل رئيسي في الأوجه الوحشية للأطراف. لا تُرَ الفرفرية بشكل عام ولكنها قد تتطور عند إجراء اختبار العاصبة، ومع ذلك، فإن الفرفرية الممتدة دون وجود اعتلال خثري يبلغ عنها. قد لا يستبعد وجود آفات الفلورايد أقل على الجذع التشخيص. يُلاحظ أيضًا تضخم العقد اللمفاوية وتضخم الكبد. يمكن اكتشاف ارتفاع مستويات ناقلة أمين الأسبارتات وناقلة أمين الألانين دون ارتفاع مستويات البيلبروبين المقترن وغير المقترن، إلا أن غياب هذا الارتفاع لا يستبعد التشخيص أيضًا. يحدث الاختفاء التلقائي للحطاطة بعد 15 إلى 60 يومًا.

## التشخيص
يُعد تشخيص متلازمة جيانوتي كروستي سريريًا، إن معايير التشخيص المُثبت هي كالتالي:
يتعرض الشخص لمتلازمة جيانوتي كروستي إذا:
- إظهار -في حالة واحدة على الأقل وفي المقابلة السريرية- كل الخصائص السريرية الإيجابية.
- إظهار -في كل الحالات أو المقابلات السريرية المرتبطة بالحطاط- أي من الخصائص السريرية السالبة.
- لا تعتبر أي من التشخيصات التفريقية مشابهة لمتلازمة جيانوتي سكورتي في الحكم السريري.
- بعد أخذ الخزعة الموضعية، إذا توافقت نتائج الأنسجة المرضية مع متلازمة جياكوتي كروستي.

الخصائص السريرية الإيجابية:
- فرفرية أحادية الشكل ذات شق طولاني ولون زهري مائل للبني قطرها من 1 إلى 10 ميليمتر.
- ثلاثة من المواقع الأربعة التالية تكون مصابة: الخدود، الأرداف، سطوح العضلات المنبسطة للذراع، سطوح العضلات المنبسطة للأرجل.
- أن تكون متناظرة.
- تدوم لعشرة أيام على الأقل.

الخصائص السريرية السلبية:
- آفات جذعية ممتدة.
- آفات مُتفلسة.

## التشخيص التفريقي
التشخيصات التفريقية هي: التهاب الجلد النهائي المعوي، حُمامة عدوانية، حُمامة متعددة الأشكال، مرض اليد والقدم والفم، فرفرية هينوخ-شونلاين، داء كاواساكي، حزاز مسطح، الشرى، متلازمة الفرفرية الحطاطية للجوارب والقفازات، الجرب.

## العلاج
تُعد متلازمة جيانوتي كروستي حالة غير ضارة وغير معدية، لذا لا تتطلب أي علاج. يُركز العلاج بشكل أساسي على التحكم بالحكّة وتسكين الأعراض لتجنب المضاعفات المستقبلية. لتسكين أعراض الحكة يُستخدم أي مضاد هيستامين فموي أو أي مستحضر مهدئ مثل مستحضر الكامالين أو أكسيد الزنك. إذا وجدت أي حالات مرتبطة بالعدوى العقدية قد يتطلب الأمر استخدام المضادات الحيوية.